# Tomás Burgos Beteta
Ne doit pas être confondu avec Tomás Burgos Gallego.
Tomás Pedro Burgos Beteta, né le 29 juin 1956, est un homme politique espagnol membre du Parti populaire (PP).

## Biographie

### Vie privée
Il est veuf et père d'un fils.

### Activités politiques
De 1991 à 1996, il est député à l'Assemblée de Madrid.
Le 3 mars 1996, il est élu sénateur de Tolède au Sénat. Il est réélu successivement jusqu'en 2016.